# ألون يفيت
ألون يفيت (بالعبرية: אלון יפת‏) (مواليد 1 سبتمبر 1972) حكم كرة قدم إسرائيلي . قرر الاتحاد الدولي لكرة القدم اعتماده حكما دوليا . يفيت أول حكم كرة قدم إسرائيلي يدير مباراة في دوري أبطال أوروبا .